# Carter Stevens
Carter Stevens, egentligen Malcolm Stephen Worob, född den 17 oktober 1944 i Newark, New Jersey, död den 30 december 2020, var en amerikansk regissör och producent av pornografisk film. Han var från 1970-talet till slutet av 1990-talet aktiv inom vuxenfilmsbranschen, och har begagnat sig av ett antal pseudonymer.